# TVOne Global
TVOne Global pakistanska je televizijska postaja koja emitira drame, sapunice i sličan sadržaj zabavnog karaktera. Kanal se emitira, osim u Pakistanu, i u južnoj Aziji, Bliskom istoku, Indiji, Australiji i sjevernoj Americi. TVOne Global i sestrinski kanal News One dio su tvrtke Airwaves Media koja je u vlasništvu pakistanske tvrtke Interflow Communications. U kolovozu 2009. godine kanal je počeo emitiranje u SAD-u pomoću tvrtke Dish Network, a u rujnu sljedeće godine i u Kanadi pod nazivom TVOne Canada. TVOne Canada prestao je emitirati sadržaj u studenom 2015. godine.